# Robinvale
Robinvale is een plaats in de Australische deelstaat Victoria en telt 2214 inwoners (2006).